# Кубок Большого шлема
Кубок Большого шлема (англ. Grand Slam Cup) — ежегодный теннисный турнир, проводившийся с 1990 по 1999 год в Мюнхене (Германия) Международной федерацией тенниса (ITF) с участием теннисистов, показавших наилучшие результаты в турнирах Большого шлема соответствующего сезона.

## История
Турнир был организован Международной федерацией тенниса (ITF) в рамках борьбы с растущим влиянием Ассоциации теннисистов-профессионалов (АТР). Крупные гонорары и гарантированные выплаты на турнирах тура АТР сделали турниры Большого шлема, контролируемые ITF, менее привлекательными для ведущих мужчин-теннисистов, и федерация приняла решение обеспечить их участие и стремление удачно выступить на этих соревнованиях с помощью введения финального турнира, гарантирующего невиданно высокие для того времени призовые.
Турнир впервые проведен в декабре 1990 года. В последние годы проведения дата проведения была перенесена на конец сентября — начало октября. Хотя с первого года проведения турнира ITF организовывала его только для мужчин, это вызывало резкую критику со стороны представителей женского тенниса. Уже в 1989 году исполнительный директор Женской теннисной ассоциации Джерри Смит подчёркивал: «Они (ITF), похоже, считают, что раз мужчины попытались оставить не у дел их, то они могут игнорировать нас». Тем не менее вплоть до 1997 года в турнире участвовали только мужчины, и лишь в последние два года одновременно с мужским разыгрывался и женский Кубок Большого шлема. Турнир проводился на ковровом покрытии на крытых кортах по простой олимпийской системе. В первых двух кругах матчи игрались до двух побед в сетах, в полуфинале и финале — до трёх, без тай-брейка в решающем сете.
Призовой фонд турнира был одним из самых больших в мире на тот момент. Победитель гарантированно получал 1,5 миллиона долларов, но если турнир выигрывал теннисист, уже выигравший в данном сезоне хотя бы один турнир Большого шлема, то первый приз увеличивался до 2,5 миллионов. Общий призовой фонд турнира в первый год проведения составил 6 миллионов долларов, из которых победитель, Пит Сампрас, получил два миллиона — вдвое больше, чем когда-либо до этого получал победитель теннисного турнира. При этом турнир не был признан Ассоциацией теннисистов-профессионалов (АТР) и участие в нём не приносило очков в рейтинг ATP. Титул победителя Кубка Большого шлема был признан АТР только ретроактивно, после того, как турнир перестал проводиться.
В результате компромисса между АТР и ITF, в 1999 году Кубок Большого шлема был объединен с чемпионатом мирового тура ATP, также проводившимся ежегодно в Германии, образуя Кубок Мастерс. Тогда же было принято решение о прекращении проведения женского Кубка Большого шлема. До настоящего момента факт объединения зафиксирован в регламенте Кубка Мастерс, гарантирующем участие в итоговом турнире победителю турнира Большого шлема в данном сезоне даже в том случае, если он не входит в число восьми обладателей самого высокого рейтинга АТР. В этом случае он попадает в число участников турнира за счёт обладателя восьмого рейтинга. Правило было применено на Кубке Мастерс 2004 года, когда Андре Агасси, восьмой в мире по рейтингу, был вынужден уступить место в турнире победителю Открытого чемпионата Франции Гастону Гаудио, занимавшему в рейтинге десятое место. В 2007 году по этому же правилу в Кубок Мастерс была допущена девятая пара мира Арно Клеман-Микаэль Льодра, выигравшая перед этим Уимблдонский турнир.

## Участие и жеребьёвка
Участие в Кубке Большого шлема и место в жеребьёвке не были связаны с рейтингом АТР. В турнире участвовали 16 лучших теннисистов (в последние два года — 12 мужчин и 8 женщин) по итогам четырёх турниров Большого шлема, определяемых с помощью особой системы очков. Победитель турнира Большого шлема получал 600 очков, финалист 450, полуфиналист 300, четвертьфиналист 150; за участие в 1/8 финала начислялись 75 очков, за 1/16 финала — 40, за участие во втором круге — 20 и за участие в первом круге 2 очка.

## Победители и финалисты турнира

### Мужчины
| Год  | Победитель       | Финалист         | Счёт в финале               |
| 1990 | Пит Сампрас      | Брэд Гилберт     | 6–3, 6–4, 6–2               |
| 1991 | Дэвид Уитон      | Майкл Чанг       | 7–5, 6–2, 6–4               |
| 1992 | Михаэль Штих     | Майкл Чанг       | 6–2, 6–3, 6–2               |
| 1993 | Петр Корда       | Михаэль Штих     | 2–6, 6–4, 7–6(5), 2–6, 11–9 |
| 1994 | Магнус Ларссон   | Пит Сампрас      | 7–6(6), 4–6, 7–6(5), 6–4    |
| 1995 | Горан Иванишевич | Тодд Мартин      | 7–6(4), 6–3, 6–4            |
| 1996 | Борис Беккер     | Горан Иванишевич | 6–3, 6–4, 6–4               |
| 1997 | Пит Сампрас      | Патрик Рафтер    | 6–2, 6–4, 7–5               |
| 1998 | Марсело Риос     | Андре Агасси     | 6–4, 2–6, 7–6(1), 5–7, 6–3  |
| 1999 | Грег Руседски    | Томми Хаас       | 6–3, 6–4, 6–7(5), 7–6(5)    |

### Женщины
| Год  | Победитель     | Финалист      | Счёт в финале |
| 1998 | Винус Уильямс  | Патти Шнидер  | 6–2, 3–6, 6–2 |
| 1999 | Серена Уильямс | Винус Уильямс | 6–1, 3–6, 6–3 |